# Roc Oliva
Roc Oliva Isern (Barcelona, 18 juli 1989) is een Spaans hockeyer, bijgenaamd Metra.
Oliva is een Spaans international en maakte deel uit van de Spaanse hockeyploegen die deelnamen aan de hockey op de Olympische Zomerspelen van 2008 en 2012. Tijdens de Spelen van 2008 in Peking werd de zilveren medaille behaald. Verder behaalde hij tijdens het EK in 2007 met Spanje eveneens de zilveren medaille. In clubverband speelde Oliva in eigen land bij Atlètic Terrassa, maar sinds 2012 speelt hij in de Nederlandse Hoofdklasse voor Amsterdam H&BC.